# Juan Jacinto Muñoz Rengel
Juan Jacinto Muñoz Rengel (Malaga, 1974) è uno scrittore spagnolo.

## Biografia
Insegna scrittura creativa presso il Centro Fuentetaja di Madrid e conduce un programma di letteratura per la Radio Nacional de España. Fondatore della rivista letteraria Estigma (1998), collabora regolarmente con El País.
È autore dei romanzi L'assassino ipocondriaco (Castelvecchi, 2012) e El sueño del otro (Penguin Random House, 2013),  e di libri di racconti 88 Mill Lane (2005), De mecánica y alquimia (2009), finalista del Premio Setenil per il miglior raccolta di racconti dell'anno, e El libro de los pequeños milagros (2013).
Il suo romanzo L'assassino ipocondriaco è stato pubblicato in una dozzina di paesi. I critici hanno detto: «Muñoz Rengel ci regala, con il suo romanzo, un killer con cui ammazzare piacevolmente», Corriere della Sera; «Simuove fra il poliziesco surreale, la biografia letteraria, l'aneddotica medica e la filosofia», La Stampa; «Prosa colta e disinvolta. Tessitura letterario-filosofica elegante», Libero Pensiero; «Un genere letterario inclassificabile», Internazionale; «Esilarante. Irresistibile!» Paris Match (Francia); «Una vera lezione di letteratura e filosofia», El Mundo (Spagna).

## Opere
- El sueño del otro, Penguin Random House, 2013, ISBN 978-84-01-35357-4 - inedito in Italia.
- L'assassino ipocondriaco, Castelvecchi, 2012, ISBN 978-88-7615-728-8; LIT, 2013, ISBN 978-88-6583-125-0; Elliot, 2015, ISBN 978-8861928503.
- De mecánica y alquimia, Salto de Página, 2009, ISBN 978-84-936354-9-7 - inedito in Italia.
- 88 Mill Lane , Alhulia, 2005, ISBN 978-84-96083-85-1 - inedito in Italia.
- Perturbaciones (antologia di racconti; Ed. da Juan Jacinto Muñoz Rengel), Salto de Página, 2009, ISBN 978-84-936354-6-6 - inedito in Italia.